# Herold (Sudafrica)
Herold è una località abitata sudafricana situata nella municipalità distrettuale di Eden nella provincia del Capo Occidentale.
La località prende il nome dal primo ministro della Chiesa riformata olandese di George, Tobias Johannes Herold, in carica dal 1812 al 1823, etimologia che condivide con la località costiera di Heroldsbaai.

## Geografia fisica
Herold è situata lungo la via del Passo Montagu, a metà strada tra le città di George e Oudtshoorn.